# Classe ATC D07
La classe ATC D07, dénommée « Corticoïdes, préparations dermatologiques », est un sous-groupe thérapeutique de la classification anatomique, thérapeutique et chimique, développée par l'OMS pour classer les médicaments et autres produits médicaux. La classe ATC vétérinaire correspondante dans la classification ATCvet est QD07. Le sous-groupe présenté ici est celui établi par l'OMS, et peut donc différer des versions dérivées utilisées dans certains pays. Il fait partie du groupe anatomique D de la classification, intitulé « Dermatologie ».

## D07A Corticoïdes non associés

### D07AA Corticoïdes d'activité faible (groupeI)
D07AA01 Méthylprednisolone
D07AA02 Hydrocortisone
D07AA03 Prednisolone

### D07AB Corticoïdes d'activité modérée (groupeII)
D07AB01 Clobétasone (en)
D07AB02 Hydrocortisone butyrate (en)
D07AB03 Flumétasone (en)
D07AB04 Fluocortine (en)
D07AB05 Flupérolone (en)
D07AB06 Fluorométholone
D07AB07 Fluprednidène (en)
D07AB08 Désonide
D07AB09 Triamcinolone
D07AB10 Alclométasone
D07AB11 Hydrocortisone butéprate (en)
D07AB19 Dexaméthasone
D07AB21 Clocortolone (en)
D07AB30 Associations de corticoïdes

### D07AC Corticoïdes d'activité forte (groupeIII)
D07AC01 Bétaméthasone
D07AC02 Fluclorolone (en)
D07AC03 Désoximétasone
D07AC04 Acétonine de fluocinolone
D07AC05 Fluocortolone (en)
D07AC06 Difluocortolone (en)
D07AC07 Fludroxycortide (en)
D07AC08 Fluocinonide (en)
D07AC09 Budésonide
D07AC10 Diflorasone (en)
D07AC11 Amcinonide (en)
D07AC12 Halométasone (en)
D07AC13 Mométasone
D07AC14 Méthylprednisolone acéponate (en)
D07AC15 Béclométasone
D07AC16 Hydrocortisone acéponate
D07AC17 Fluticasone
D07AC18 Prednicarbate (en)
D07AC19 Difluprednate
D07AC21 Ulobétasol (en)
QD07AC90 Résocortol butyrate

### D07AD Corticoïdes d'activité très forte (groupeIV)
D07AD01 Clobétasol (en)
D07AD02 Halcinonide (en)

## D07B Corticoïdes, associations avec des antiseptiques

### D07BA Corticoïdes d'activité faible et antiseptiques
D07BA01 Prednisolone et antiseptiques
D07BA04 Hydrocortisone et antiseptiques

### D07BB Corticoïdes d'activité modérée et antiseptiques
D07BB01 Flumétasone et antiseptiques
D07BB02 Désonide et antiseptiques
D07BB03 Triamcinolone et antiseptiques
D07BB04 Hydrocortisone butyrate et antiseptiques

### D07BC Corticoïdes d'activité forte et antiseptiques
D07BC01 Bétaméthasone et antiseptiques
D07BC02 Acétonine de fluocinolone et antiseptiques
D07BC03 Fluocortolone (en) et antiseptiques
D07BC04 Difluocortolone (en) et antiseptiques

### D07BD Corticoïdes d'activité très forte et antiseptiques
Vide

## D07C Corticoïdes, associations avec des antibiotiques

### D07CA Corticoïdes d'activité faible et antibiotiques
D07CA01 Hydrocortisone et antibiotiques
D07CA02 Méthylprednisolone et antibiotiques
D07CA03 Prednisolone et antibiotiques

### D07CB Corticoïdes d'activité modérée et antibiotiques
D07CB01 Triamcinolone et antibiotiques
D07CB02 Fluprednidène et antibiotiques
D07CB03 Fluorométholone et antibiotiques
D07CB04 Dexaméthasone et antibiotiques
D07CB05 Flumétasone et antibiotiques

### D07CC Corticoïdes d'activité forte et antibiotiques
D07CC01 Bétaméthasone et antibiotiques
D07CC02 Acétonine de fluocinolone et antibiotiques
D07CC03 Fludroxycortide et antibiotiques
D07CC04 Béclométasone et antibiotiques
D07CC05 Fluocinonide et antibiotiques
D07CC06 Fluocortolone (en) et antibiotiques

### D07CD Corticoïdes d'activité très forte et antibiotiques
D07CD01 Clobétasol (en) et antibiotiques

## D07X Corticoïdes, autres associations

### D07XA Corticoïdes d'activité faible, autres associations
D07XA01 Hydrocortisone
D07XA02 Prednisolone

### D07XB Corticoïdes d'activité modérée, autres associations
D07XB01 Flumétasone
D07XB02 Triamcinolone
D07XB03 Fluprednidène
D07XB04 Fluorométholone
D07XB05 Dexaméthasone
D07XB30 Associations de corticoïdes

### D07XC Corticoïdes d'activité forte, autres associations
D07XC01 Bétaméthasone
D07XC02 Désoximétasone
D07XC03 Mométasone
D07XC04 Difluocortolone (en)
D07XC05 Fluocortolone

### D07XD Corticoïdes d'activité très forte, autres associations
Classe vide.